# Trockenrasenhänge nördlich des Süßen Sees
Trockenrasenhänge nördlich des Süßen Sees este o arie protejată (arie specială de conservare — SAC, sit de importanță comunitară — SCI) din Germania întinsă pe o suprafață de 84 ha, integral pe uscat.

## Localizare
Centrul sitului Trockenrasenhänge nördlich des Süßen Sees este situat la coordonatele 51°30′01″N 11°41′01″E / 51.5003°N 11.6836°E.

## Înființare
Situl Trockenrasenhänge nördlich des Süßen Sees a fost declarat sit de importanță comunitară în octombrie 2000 pentru a proteja 1 specie de animale. Situl a fost protejat și ca arie specială de conservare în decembrie 2018.

## Biodiversitate
Situată în ecoregiunea continentală, aria protejată conține 7 habitate naturale: Pajiști uscate europene, Tufărișuri subcontinentale peripanonice, Pajiști carstice calcaroase sau bazofile, de Alysso-Sedion albi, Pajiști uscate seminaturale și facies de acoperire cu tufișuri pe substraturi calcaroase (Festuco-Brometalia) (* situri importante pentru orhidee), Pajiști uscate seminaturale și facies de acoperire cu tufișuri pe substraturi calcaroase (Festuco-Brometalia) (* situri importante pentru orhidee), Pajiști stepice subpanonice, Păduri de stejar și carpen Galio-Carpinetum.
La baza desemnării sitului se află o specie protejată de  nevertebrate: rădașcă (Lucanus cervus)
Pe lângă speciile protejate, pe teritoriul sitului au mai fost identificate 19 specii de plante, 17 specii de nevertebrate, 1 specie de reptile.